# Institutionelle Einbettung
Von institutioneller Einbettung wird in der Wirtschaftssoziologie sowie in der vergleichenden Kapitalismusforschung gesprochen, wenn Markttransaktionen nicht-ökonomischen Zwecken dienen oder durch nicht-ökonomische soziale Bindungen unterstützt werden.
Nach Gerhard Lehmbruch stammt der Begriff „Einbettung“ aus The Great Transformation von Karl Polanyi.
Die Modelle der Wirtschaftstheorie entnehmen der Wirtschaftsgeschichte den institutionellen Rahmen, innerhalb dessen sie gelten. Denn nur die Geschichte kann Auskunft darüber geben, wie die Gesellschaft wirklich aussah oder aussieht, auf die sich diese theoretischen Schemata beziehen. Sobald indes die Institution des Privateigentums, der Vertragsfreiheit oder ein größeres oder geringeres Maß staatlicher Regulierung in die theoretische Analyse eingeführt werden, spielen auch soziale Momente hinein, die nicht der Wirtschaftsgeschichte schlechthin angehören, sondern eine Art von verallgemeinerter, typisierter oder stilisierter Wirtschaftsgeschichte bilden, die Joseph A. Schumpeter unter „Wirtschaftssoziologie“ fasst.
„Die Wirtschaftsanalyse [...] befaßt sich mit der Frage, wie sich die Menschen verhalten und welche ökonomischen Wirkungen sie durch ihr Verhalten auslösen; Wirtschaftssoziologie befaßt sich mit der Frage, was die Menschen zu einem solchen Verhalten veranlaßt.“